# PGC 14779
LEDA/PGC 14779 ist eine Balken-Spiralgalaxie vom Hubble-Typ SBb im Sternbild Stier auf der Ekliptik. Sie ist schätzungsweise 148 Millionen Lichtjahre von der Milchstraße entfernt und gilt als Mitglied der NGC 1550-Gruppe (LGG 113).
Die Typ-Ia-Supernova SN 2009ab wurde hier beobachtet.